# Многошипый краб
Многошипый краб (лат. paralomis multispina) —  представитель семейства Lithodidae, которое объединяет крупных ракообразных, известных как камчатские и королевские крабы.

## Описание
Этот вид обитает в холодных водах северной части Тихого океана и встречается на глубинах от 200 до 1000 метров. Его название связано с характерной особенностью внешнего строения: экзоскелет краба покрыт множеством шипов. Размеры варьируют в зависимости от пола и возраста. Самцы обычно крупнее самок, а ширина карапакса может достигать 10-15 сантиметров. Карапакс имеет округлую форму с выраженными боковыми краями, а его поверхность усеяна многочисленными бугорками и шипами, которые выполняют защитную функцию. Эти шипы также присутствуют на ходильных ногах и клешнях. Окраска экзоскелета варьирует от светло-коричневого до темно-бурого, что обеспечивает маскировку на фоне донного субстрата.
Клешни умеренно развиты и имеют массивные шипы и зубцы. Ходильные ноги длинные и мощные, приспособленные для передвижения по мягкому грунту и скалистым участкам дна. На них также присутствуют шипы, увеличивающие площадь соприкосновения с поверхностью и предотвращающие скольжение. Глаза у краба небольшие, но хорошо развитые, что позволяет ему ориентироваться в условиях слабой освещенности на глубине. Экзоскелет данного вида отличается прочностью и плотностью.

## Распространение
Многошипый краб обитает в северной части Тихого океана, где его ареал охватывает холодные воды умеренных и субарктических широт. Этот вид преимущественно встречается вблизи Курильских островов, Камчатки, Японии и северо-западной части Тихого океана. Его распространение ограничено глубоководными зонами. Ареал этого вида тесно связан с особенностями рельефа дна и гидрологическими условиями региона. Краб предпочитает участки с грубым рельефом, включая скалистые гряды, валуны и песчано-галечные отложения. Эти условия обеспечивают ему защиту от сильных подводных течений и создают подходящую среду для поиска пищи. В то же время, его присутствие чаще всего фиксируется в зонах с холодными водами, температура которых колеблется в пределах 2-5 °C. Это объясняется как физиологическими особенностями вида, так и его эволюционной адаптацией к условиям глубоководья.